# Page (Hotel)

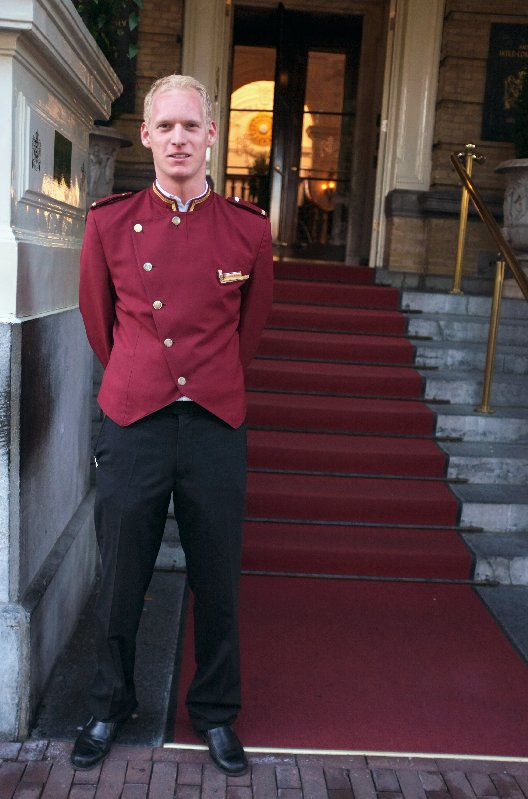
Ein Page vor einem Hotel

Ein Page (früher auch Hoteldiener) findet sich oft livriert in großen Hotels der gehobenen und Luxusklasse. In früheren Zeiten war die Tätigkeit als Page eine Art Lehrlings-Anfangsstellung im Hotelgewerbe, aus der heraus der Mitarbeiter sich in andere Arbeitsbereiche eines Hotels spezialisierte. 
Der Page oder Hoteldiener steht an unterster Stufe der Hierarchie der Hotelbediensteten und ist dem Portier oder dem Wagenmeister unterstellt. Er schafft das Gepäck des Gastes aufs Zimmer und am Ende des Aufenthaltes wieder aus dem Hotel, erklärt dem Gast die Einrichtungen des Zimmers, parkt Gästefahrzeuge ein und aus und erledigt Botengänge. Der Page hilft auch bei der Bedienung der Aufzugssteuerung und informiert fragende Gäste über den Ort einer Veranstaltung im Haus, gibt Wegbeschreibungen oder Auskünfte zur Stadt. Darüber hinaus unterstützt er je nach Bedarf die Haustechnik, zum Beispiel bei der Vorbereitung von Veranstaltungsräumen.
Auch heute gehören Pagen- oder Diener-Tätigkeiten zum Dienstleistungsspektrum einer angehenden Hotel- und Gastronomie-Fachkraft, da dieser Beruf ein klassischer Service-Beruf ist. Der Beruf einer Hotel-Fachkraft ist ein Ausbildungsberuf und führt nach dreijähriger Ausbildung, während der im letzten Jahr eine Spezialisierung in eines der Teilgebiete erfolgt, zu einem Abschluss mit Prüfung vor der Industrie- und Handelskammer. In den Spielsälen von Casinos haben Pagen auch heute noch eine tragende Bedeutung im Gästeservice; während in den Spielbanken die Croupiers für den Ablauf an den Spieltischen zuständig sind, obliegt den Pagen der darüber hinausgehende Spielerservice. Im Gegensatz zu früher ist der Aufstieg vom Pagen zum Croupier oder sogar in die Geschäftsleitung einer Spielbank heute kaum mehr möglich. Es handelt sich um eine Anlerntätigkeit ohne geregeltes Berufsbild.